# مسجد بیاق خان
مسجد بیاق خان مربوط به اواخر دوره قاجار است و در یزد، تقاطع بازارزرگری واقع شده و این اثر در تاریخ ۵ آذر ۱۳۷۹ با شمارهٔ ثبت ۲۸۹۴ به‌عنوان یکی از آثار ملی ایران به ثبت رسیده است.